# Universidade de Huddersfield

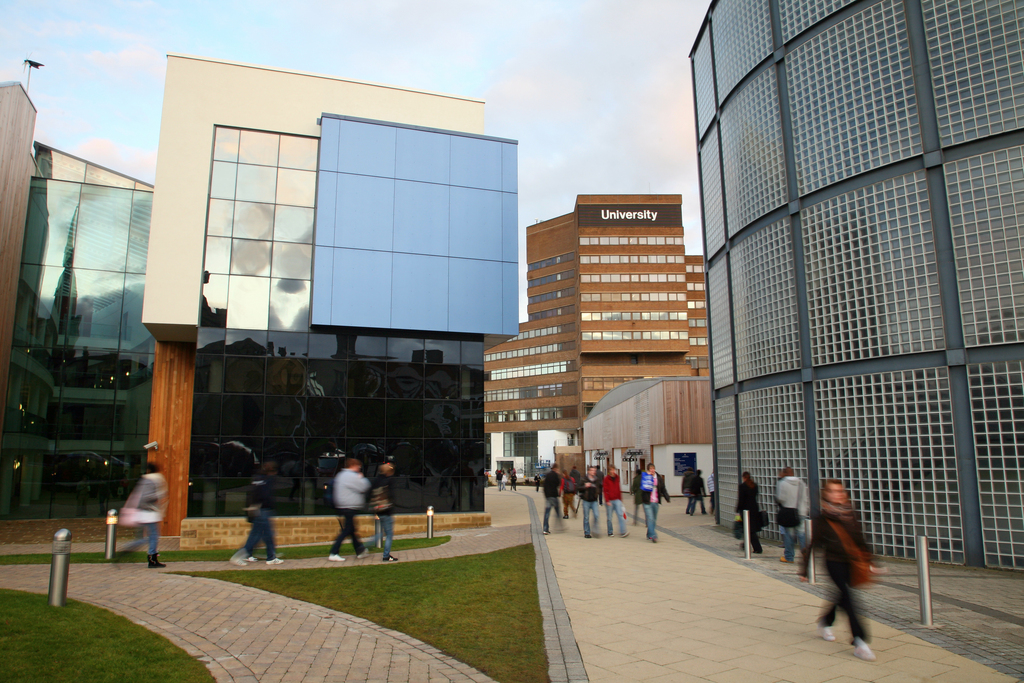
Vista do campus de Queensgate.

Universidade de Huddersfield é uma universidade localizada em Huddersfield, West Yorkshire, Inglaterra, Reino Unido, e que conta com outros campi nas cidades de Barnsley e Oldham. A universidade originou-se do Instituto de Ciência e Mecânica fundado em 1825. Alguns dos seus alunos no século XIX ganharam qualificações como alunos externos da Universidade de Londres.
Huddersfield é forte em pesquisa nas áreas de História, Música, Serviço Social, Engenharia e Química, conforme demonstrado por resultado em exames nacionais e internacionais nestes temas. A universidade reconhece a importância da pesquisa ao lado de seu programa de ensino e tem planos de continuar a aumentar a atividade de pesquisa em todas as suas faculdades. Uma vasta gama de opções de grau de pesquisa estão disponíveis na universidade.